# 源為満
源 為満（みなもと の ためみつ）は、平安時代後期の武士。

## 略歴
源満国の長男として誕生。
河内源氏・源頼信の娘を娶り嫡男・為公をもうけた。この時期に源満快の後裔で叙爵が確認される者は為満のみであることから、満快の嫡流として都で活動していたことが推察される。父と同じく甲斐守などを務めたとされるが、詳しい官歴及び事跡については不明である。